# Andy Kim
Andrew Kim (Boston, 12 de julio de 1982) es un político y diplomático estadounidense que se desempeña como senador de los Estados Unidos por Nueva Jersey desde 2024, anteriormente fue miembro de la Cámara de Representante de los Estados Unidos por el 3.º distrito congresional de Nueva Jersey desde 2019 hasta 2024.  Miembro del Partido Demócrata, trabajó en el Departamento de Estado de Estados Unidos antes de su elección al Congreso en 2018.
Kim resultó ganador en las elecciones al Senado de Estados Unidos de 2024 en Nueva Jersey.

## Primeros años y carrera
Kim nació el 12 de julio de 1982 en Boston de padres inmigrantes coreanos y creció en el sur de Jersey. Se crio en la sección Marlton de Evesham Township, Nueva Jersey, y asistió a la escuela primaria Rice antes de mudarse a Cherry Hill y graduarse de Cherry Hill High School East en 2000. Después de dos años en Deep Springs College, Kim se trasladó a la Universidad de Chicago, donde se graduó como Phi Beta Kappa en 2004 con un título en ciencias políticas.
Durante la universidad, Kim fue pasante en la Agencia de los Estados Unidos para el Desarrollo Internacional. Posteriormente recibió una beca Rhodes y una beca Harry S. Truman para estudiar relaciones internacionales en el Magdalen College de Oxford. En Oxford, Kim se hizo amigo de su colega Pete Buttigieg, ahora Secretario de Transporte de Estados Unidos.
Kim trabajó en el Departamento de Estado de Estados Unidos. Sirvió en Afganistán como asesor civil de los generales David Petraeus y John R. Allen antes de trabajar como asesor de seguridad nacional durante la presidencia de Barack Obama. Kim se desempeñó como funcionario del Consejo de Seguridad Nacional de Estados Unidos.

## Vida personal
Kim se casó con Kammy Lai, una abogada fiscal, en 2012. Tienen dos hijos, uno nacido en 2015 y el otro nacido en 2017.Su familia vive cerca de la casa de su infancia en Moorestown, en el sur de Jersey.
Kim es presbiteriano.